# Chott Melrhir
Chott Melrhir, Chott Melghir ou Chott Melhir (em árabe: شط ملغيغ) é um lago endorreico de água salgada (chott) no nordeste da Argélia. Na parte mais ocidental consiste numa série de depressões, que se estendem do golfo de Gabès até o Saara. Elas foram criadas entre o Mioceno e o Calabriano como resultado de uma compressão que acompanhou a formação da cordilheira do Atlas. Com uma área máxima de aproximadamente 6700 km2, Chott Melrhir é o maior lago da Argélia. Situa-se quase totalmente abaixo do nível do mar e contém o ponto mais baixo do país, -40 metros. O seu tamanho varia ao longo do ano e seu comprimento é de aproximadamente 130 quilômetros (81 mi) de leste a oeste. As cidades mais próximas são Biskra (60 km a nordeste), Uede e Tugurte (85 km ao sul).

## Hidrologia, geologia e geografia
Durante o inverno, a estação chuvosa na região, o lago é preenchido pelos numerosos uádis (cursos de água intermitentes), na grande maioria vindos do norte e do noroeste. Os principais são chamados Djedi e Arab que correm de oeste a leste pelas encostas das Montanhas de Aurès. Outros cursos incluem Abiod, Beggour Mitta, Biskra, Bir Az Atrous, Cheria, Demmed, Dermoun, Derradj, Djedeida, Djemorah, Halail, Horchane, Ittel, Mechra, Melh, Mzi, Messad, Oum El Ksob, Soukies, Tadmit e Zeribet. Durante o verão, o lago e a maioria dos cursos d'água que nele deságuam secam totalmente e o Chott Melrhir torna-se um deserto de sal. A evaporação anual varia entre  9,6 e 20 km3 e a evaporação do solo à volta do lago pode chegar a 14 km3.
O Chott Melrhir é separado de um lago vizinho, denominado Chott Meorouane, que fica a sudoeste, por uma faixa de terra permanentemente seca que chega a um mínimo de 4 quilômetros de largura em alguns pontos. O fundo do lado é composto principalmente de gipsita e lama, ficando coberto por sal durante o verão. O lago possui um odor que remete a alho. Embora o solo seco no lago e à sua volta pareça ser arável, na prática ele é praticamente estéril em função da alta concentração de sal. Pela mesma razão, o solo absorve muita da condensação noturna que o mantém um pouco úmido durante boa parte do dia

## Clima

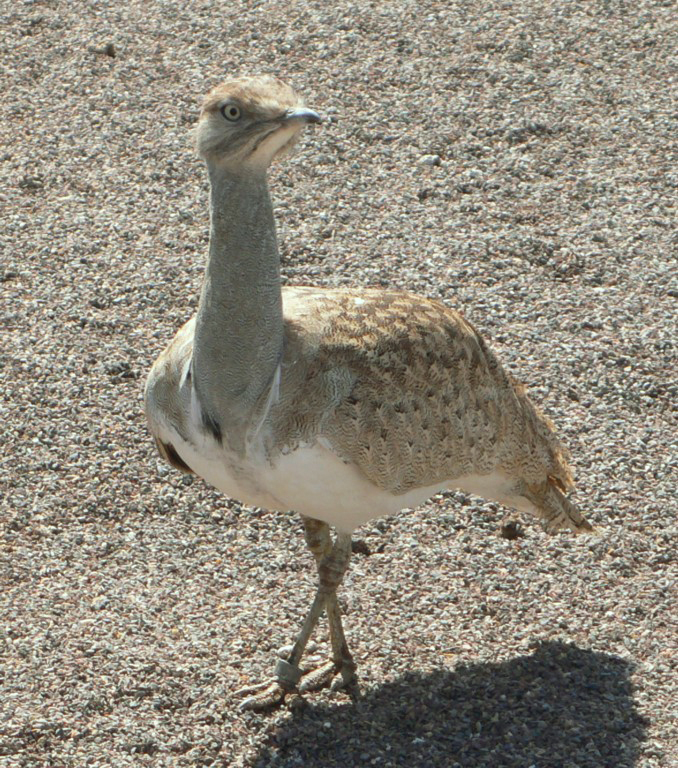
Houbara-africana (Chlamydotis undulata)

O clima no Chott Melrhir é quente e desértico, com alta evaporação e baixa precipitação. A média das temperaturas mais baixas e mais altas é de 11,4 e 34,2 °C, respectivamente, e a temperatura mínima alcança por volta de 0 °C. A precipitação anual fica abaixo dos 160 mm. Os ventos têm velocidade média entre 2,7 e 5,3 m/s e seguem majoritariamente na direção sudoeste entre junho e setembro e na direção noroeste entre outubro e abril. Tempestades de areia são mais frequentes no inverno e no início do verão, perdurando por 39 dias por ano em média.

## Flora e fauna
As águas rasas do lago abrigam vegetação escassa, composta por 72 espécies de plantas que se adaptaram à água salgada: Arthrocnemum subterminale, Limonium, juncos (Juncus), salicórnia (Salicornia), Sarcocornia, papiros (Scirpus) e Suaeda. Algumas espécies existem somente na Argélia e 14 são endêmicas, tais como Fagonia microphylla, Oudneya africana, Zygophyllum cornutum, Limoniastrum feii e Ammosperma cinerea. Elas crescem até 30 cm de altura e fornecem alimento para a relativamente rica avifauna: patos, cortiçóis, houbara-africana (Chlamydotis undulata) e o flamingo-comum (Phoenicopterus roseus). As águas do lago têm alta saturação salina, com concentrações que atingem 400 g/L e que sustentam pouquíssimas espécies animais, tais como a artêmia. Javalis selvagens, chacais-dourados, lebres e raposas também foram observados à volta do lado. Em junto de 2003, o Chott Melrhir foi incluído na lista das terras úmidas de importância internacional.